# Hal Elias
Harold „Hal“ Elias (* 23. Dezember 1899 in Brooklyn, New York City; † 18. Juli 1993 in Woodland Hills, Los Angeles) war ein amerikanischer Filmproduktionsleiter und Mitglied des „Board of Governors“ der  AMPAS.

## Leben und Wirken
Hal Elias war in den 1950er Jahren bei Metro-Goldwyn-Mayer (MGM) als Produktionsleiter von Zeichentrickfilmen und -serien beschäftigt. Danach engagierte er sich bei der Academy of Motion Picture Arts and Sciences (AMPAS) und gehörte dort über ein Vierteljahrhundert dem Board of Governors an. Für sein Engagement und seinen herausragenden Dienst für die AMPAS wurde ihm 1980 von Walter Mirisch der Ehrenoscar überreicht.